# Menso Alting
Menso ou Menson Alting, né le 2 août 1636 à Emden et mort le 2 août 1713 à Groningue, est un bourgmestre de Groningue réputé pour sa science.

## Biographie
Il est originaire de Frise occidentale.

## Œuvres
- Descriptio secundum antiquos agri Batavi et Frisii una cum conterminis: sive Notitia Germaniae inferioris cis et ultra Thenum  (1697)
- Descriptio Frisioe (1701)
- Commentaire sur la carte de Peutinger (1701)